# Mechanicsville (Wirginia)
Mechanicsville – jednostka osadnicza w Stanach Zjednoczonych, w stanie Wirginia, w hrabstwie Hanover.